# Живојин Николић (научник)
Живојин Николић (Радичевац, код Књажевца, 1. март 1930 — Зајечар, 2007) био је управник Рудника угља „Лубница”, код Зајечара и редовни професор рударско-технолошких предмета на Техничком факултету у Бору. Имао је звање доктора наука геологије и рударства.
Највише се бавио проблемима вентилације и одводњавањем рудника и у тој области је дао завидни допринос рударској науци.

## Биографија
Живојин Н. Николић рођен је 1. марта 1930. године у селу Радичевац, од оца Новице, финансијског службеника, и мајке Недеље, домаћице. Основну школу завршио је у Радичевцу, а осморазредну гимназију у Књажевцу школске 1948/49. године. По завршетку гимназије уписао се на Рударско -геолошки факултет у Београду - смер за геофизику, који је завршио 1955. године.
Исте године уписао је и Рударски факултет у Београду, који је завршио 1960. године. По завршетку два факултета запослио се на Руднику каменог угља "Подвис" код Књажевца на пословима погонског инжењера и управника рудника. Краће време у 1960. години налазио се на дужности управника Истражног бушења у "Тимочким рудницима угља". Од 1960. до 1966. године био је управник Рудника угља Лубница. Средином 1960. године засновао је радни однос на Рударско-металуршким факултетом у Бору и истовремено изабран за предавача за предмет Вентилација и одводњавање рудника.
Звање доцента стекао је 1968. године. Магистарски рад одбранио је 1971. године на Рударско - геолошком факултету у Београду. Реизабран је у звање доцента 1973. године после положеног магистарског испита. Докторску дисетрацију одбранио је 1974. године на Рударско-геолошком факултету у Београду. Након докторисања стекао је звање ванредног професора на Рударско - технолошком факутлету у Бору за предмет Вентилација рудника, почетком 1975. године. Поред овог предмета, одржавао је наставу и из предмета: Одводњавање рудника и пумпе, Компресори и вентилатори. 
За редовног професора на истом факултету изабран је 1980. године.
Умро је у Зајечару 2007. године.

## Научни рад
Живојин Николић је још за време студија показивао интерес за научна знања из области рударства, а посебно када је почео да се бави стручним радом по рудницима источне Србије. Од 1966. године, пошто је прешао на рад на Рударско - металуршки факултет у Бору (данас Технички факултет) и избором у звање предавача, а касније и у звање доцента, интензивно се бавио науком. Магистарски рад је одбранио 1971. године на Рударско - геолошком факултету у Београду на тему Одређивање оптималне брзине ваздушне струје у циљу смањења запрашености радилишта код отварања рудног тела "Камењар" подетажним зарушавањем. Пратећи проблеме по рудницима, уграђивао је нова техничка решења ради унапређења технолошког процеса производње, повећавања продуктивности рада и сигурности радника.  Докторску дисетрацију одбранио је 1974. године на Рударско-теолошком факултету у Београду на тему Допринос утврђивању стварне запрашености јамског ваздуха на основу експерименталних испитивања у Руднику Бор. Као научни радник бавио се проблемима вентилације и истраживачким радом на утврђивању и сузбијању запрашености вазудха вентилационим методама, као и проблемима одводњавања рудника. Објавио је 17 научних и стручних радова из области којом се бавио.

## Друштвено - политички рад
Николић је као научни радник био доста друштвено ангажован. Био је члан многих стручних комисија за унапређење експлоатација руда Рудника Бор и других рудника у источној Србији. Политиком се није бавио, али је пратио и разумевао политичка дешавања свог времена, а своја политичка уверења изражавао је на изборима различитих нивоа.

## Признања
Живојин Николић је за свој радни век стицао многа признања за свој научни и друштвени рад о којима нема поузданих података.